# Luge aux Jeux olympiques de 1976
Navigation
Sapporo 1972 Lake Placid 1980
Les épreuves de luge aux Jeux olympiques d'hiver de 1976 ont lieu sur la piste d'Igls du 4 au 10 février 1976.

## Médailles

### Podiums
| Épreuves                          | Or                              | Argent                                   | Bronze                                 |
| --------------------------------- | ------------------------------- | ---------------------------------------- | -------------------------------------- |
| Simple hommes résultats détaillés | Dettlef Günther (GDR)           | Josef Fendt (FRG)                        | Hans Rinn (GDR)                        |
| Simple femmes résultats détaillés | Margit Schumann (GDR)           | Ute Rührold (GDR)                        | Elisabeth Demleitner (FRG)             |
| Double résultats détaillés        | Hans Rinn et Norbert Hahn (GDR) | Hans Brandner et Balthasar Schwarm (FRG) | Rudolf Schmid et Franz Schachner (AUT) |

### Tableau des médailles
| Rang | Nation               | Or | Argent | Bronze | Total |
| ---- | -------------------- | -- | ------ | ------ | ----- |
| 1er  | Allemagne de l'Est   | 3  | 1      | 1      | 5     |
| 2e   | Allemagne de l'Ouest | 0  | 2      | 1      | 3     |
| 3e   | Autriche             | 0  | 0      | 1      | 1     |

## Résultats

### Simple hommes
| Rang   | Athlète                  | Pays                 | Manche 1 | Manche 2 | Manche 3 | Manche 4 | Total          |
| ------ | ------------------------ | -------------------- | -------- | -------- | -------- | -------- | -------------- |
| Or     | Dettlef Günther          | Allemagne de l'Est   | 52 s 381 | 52 s 107 | 51 s 418 | 51 s 782 | 3 min 27 s 688 |
| Argent | Josef Fendt              | Allemagne de l'Ouest | 52 s 694 | 51 s 933 | 51 s 749 | 51 s 820 | 3 min 28 s 196 |
| Bronze | Hans Rinn                | Allemagne de l'Est   | 52 s 916 | 51 s 968 | 51 s 690 | 52 s 000 | 3 min 28 s 574 |
| 4      | Hans-Heinrich Winckler   | Allemagne de l'Est   | 52 s 848 | 52 s 328 | 52 s 069 | 52 s 209 | 3 min 29 s 454 |
| 5      | Manfred Schmid           | Autriche             | 52 s 973 | 52 s 073 | 52 s 113 | 52 s 352 | 3 min 29 s 511 |
| 6      | Anton Winkler            | Allemagne de l'Ouest | 52 s 755 | 52 s 194 | 52 s 219 | 52 s 352 | 3 min 29 s 520 |
| 7      | Reinhold Sulzbacher      | Autriche             | 53 s 137 | 52 s 491 | 52 s 204 | 52 s 566 | 3 min 30 s 398 |
| 8      | Dainis Bremze            | Union soviétique     | 52 s 984 | 52 s 567 | 52 s 364 | 52 s 661 | 3 min 30 s 576 |
| 9      | Rudolf Schmid            | Autriche             | 52 s 933 | 53 s 806 | 52 s 361 | 52 s 319 | 3 min 31 s 419 |
| 10     | Vladimir Shitov          | Union soviétique     | 53 s 485 | 53 s 025 | 52 s 927 | 53 s 133 | 3 min 32 s 570 |
| 11     | Karl Brunner             | Italie               | 53 s 916 | 53 s 228 | 53 s 023 | 53 s 021 | 3 min 33 s 188 |
| 12     | Jan Kasielski            | Pologne              | 53 s 969 | 53 s 551 | 53 s 115 | 53 s 554 | 3 min 34 s 189 |
| 13     | Aigars Krikis            | Union soviétique     | 54 s 243 | 53 s 415 | 53 s 273 | 53 s 764 | 3 min 34 s 695 |
| 14     | Stanislav Ptáčník        | Tchécoslovaquie      | 54 s 450 | 53 s 810 | 53 s 207 | 53 s 371 | 3 min 34 s 838 |
| 15     | Stefan Kjernholm         | Suède                | 54 s 382 | 53 s 495 | 53 s 502 | 53 s 611 | 3 min 34 s 990 |
| 16     | Mirosław Więckowski      | Pologne              | 54 s 739 | 53 s 782 | 53 s 113 | 53 s 586 | 3 min 35 s 220 |
| 17     | Michael Gårdebäck        | Suède                | 54 s 662 | 53 s 887 | 53 s 701 | 53 s 898 | 3 min 36 s 148 |
| 18     | Jindřich Zeman           | Tchécoslovaquie      | 54 s 377 | 53 s 974 | 53 s 748 | 54 s 068 | 3 min 36 s 167 |
| 19     | Andrzej Piekoszewski     | Pologne              | 54 s 474 | 54 s 166 | 53 s 502 | 54 s 117 | 3 min 36 s 259 |
| 20     | Morten Nordeide Johansen | Norvège              | 54 s 460 | 53 s 899 | 54 s 155 | 54 s 365 | 3 min 36 s 879 |
| 21     | Nils Vinberg             | Suède                | 54 s 916 | 54 s 494 | 54 s 640 | 54 s 429 | 3 min 38 s 479 |
| 22     | Christian Strøm          | Norvège              | 55 s 125 | 54 s 603 | 54 s 347 | 54 s 717 | 3 min 38 s 792 |
| 23     | Vladimír Resl            | Tchécoslovaquie      | 54 s 109 | 59 s 068 | 53 s 418 | 53 s 640 | 3 min 40 s 235 |
| 24     | Hidetoshi Sato           | Japon                | 55 s 699 | 55 s 142 | 54 s 906 | 55 s 184 | 3 min 40 s 931 |
| 25     | Richard Cavanaugh        | États-Unis           | 56 s 186 | 55 s 669 | 54 s 572 | 54 s 930 | 3 min 41 s 357 |
| 26     | James Murray             | États-Unis           | 56 s 269 | 55 s 554 | 55 s 142 | 55 s 187 | 3 min 42 s 152 |
| 27     | Kazuaki Ichikawa         | Japon                | 56 s 252 | 55 s 502 | 55 s 400 | 55 s 288 | 3 min 42 s 442 |
| 28     | Terry O'Brien            | États-Unis           | 56 s 366 | 55 s 647 | 55 s 172 | 55 s 351 | 3 min 42 s 536 |
| 29     | Michel de Carvalho       | Grande-Bretagne      | 56 s 340 | 55 s 412 | 55 s 277 | 55 s 636 | 3 min 42 s 665 |
| 30     | Jeremy Palmer-Tomkinson  | Grande-Bretagne      | 57 s 056 | 54 s 881 | 54 s 959 | 55 s 828 | 3 min 42 s 724 |
| 31     | Larry Arbuthnot          | Canada               | 56 s 691 | 55 s 380 | 55 s 085 | 55 s 628 | 3 min 42 s 784 |
| 32     | Max Beck                 | Liechtenstein        | 56 s 748 | 55 s 388 | 55 s 614 | 57 s 032 | 3 min 44 s 782 |
| 33     | Richard Liversedge       | Grande-Bretagne      | 56 s 721 | 55 s 997 | 55 s 989 | 56 s 132 | 3 min 44 s 839 |
| 34     | Shieh Wei-Cheng          | Taïwan               | 56 s 256 | 56 s 213 | 56 s 914 | 55 s 817 | 3 min 45 s 200 |
| 35     | Michael Shragge          | Canada               | 57 s 950 | 55 s 812 | 56 s 656 | 55 s 828 | 3 min 46 s 246 |
| 36     | Bjørn Dyrdahl            | Norvège              | 04 s 969 | 54 s 185 | 53 s 911 | 53 s 979 | 3 min 47 s 044 |
| 37     | Peter Gschnitzer         | Italie               | 54 s 051 | 53 s 812 | 53 s 357 | 27 s 540 | 4 min 08 s 760 |
| 38     | Huang Liu-Chong          | Taïwan               | 55 s 405 | 42 s 821 | 49 s 520 | 54 s 900 | 5 min 22 s 646 |
| -      | Stefan Hölzlwimmer       | Allemagne de l'Ouest | 52 s 766 | 52 s 226 | 52 s 036 | DNF      | -              |
| -      | Paul Hildgartner         | Italie               | 54 s 300 | 53 s 400 | 53 s 800 | DNF      | -              |
| -      | Wolfgang Schädler        | Liechtenstein        | 56 s 858 | 56 s 185 | 55 s 755 | DNF      | -              |
| -      | Rainer Gassner           | Liechtenstein        | DNF      | -        | -        | -        | -              |
| -      | Denis Michaud            | Canada               | DQ       | -        | -        | -        | -              |

### Simple femmes
| Rang   | Athlète                      | Pays                 | Manche 1 | Manche 2 | Manche 3 | Manche 4 | Total          |
| ------ | ---------------------------- | -------------------- | -------- | -------- | -------- | -------- | -------------- |
| Or     | Margit Schumann              | Allemagne de l'Est   | 42 s 854 | 42 s 830 | 42 s 285 | 42 s 652 | 2 min 50 s 621 |
| Argent | Ute Rührold                  | Allemagne de l'Est   | 42 s 926 | 42 s 708 | 42 s 439 | 42 s 773 | 2 min 50 s 846 |
| Bronze | Elisabeth Demleitner         | Allemagne de l'Ouest | 43 s 138 | 42 s 535 | 42 s 388 | 42 s 995 | 2 min 51 s 056 |
| 4      | Eva-Maria Wernicke           | Allemagne de l'Est   | 43 s 007 | 42 s 646 | 42 s 711 | 42 s 898 | 2 min 51 s 262 |
| 5      | Antonia Mayr                 | Autriche             | 42 s 949 | 42 s 812 | 42 s 633 | 42 s 966 | 2 min 51 s 360 |
| 6      | Margit Graf                  | Autriche             | 43 s 094 | 42 s 790 | 42 s 555 | 43 s 020 | 2 min 51 s 459 |
| 7      | Monika Scheftschik           | Allemagne de l'Ouest | 42 s 863 | 42 s 732 | 42 s 981 | 42 s 964 | 2 min 51 s 540 |
| 8      | Angelika Schafferer          | Autriche             | 43 s 444 | 43 s 007 | 42 s 793 | 43 s 078 | 2 min 52 s 322 |
| 9      | Vera Zozuļa                  | Union soviétique     | 44 s 179 | 42 s 973 | 42 s 651 | 42 s 858 | 2 min 52 s 661 |
| 10     | Dana Beldová-Spálenská       | Tchécoslovaquie      | 43 s 560 | 43 s 063 | 43 s 178 | 43 s 405 | 2 min 53 s 206 |
| 11     | Sarah Felder                 | Italie               | 44 s 056 | 43 s 118 | 43 s 075 | 43 s 374 | 2 min 53 s 623 |
| 12     | Teresa Bugajczyk             | Pologne              | 43 s 621 | 43 s 701 | 43 s 157 | 43 s 450 | 2 min 53 s 929 |
| 13     | Barbara Piecha               | Pologne              | 44 s 060 | 43 s 722 | 43 s 378 | 43 s 800 | 2 min 54 s 960 |
| 14     | Halina Kanasz                | Pologne              | 43 s 967 | 45 s 138 | 43 s 499 | 43 s 731 | 2 min 56 s 335 |
| 15     | Veronica Holmsten            | Suède                | 44 s 751 | 44 s 635 | 44 s 456 | 44 s 766 | 2 min 58 s 608 |
| 16     | Maria-Luise Rainer           | Italie               | 44 s 943 | 44 s 848 | 44 s 768 | 44 s 972 | 2 min 59 s 531 |
| 17     | Marie-Thérèse Bonnet         | France               | 44 s 947 | 44 s 966 | 44 s 888 | 45 s 009 | 2 min 59 s 810 |
| 18     | Agneta Lindskog              | Suède                | 46 s 050 | 44 s 581 | 44 s 771 | 44 s 541 | 2 min 59 s 943 |
| 19     | Mieko Ogawa                  | Japon                | 45 s 341 | 45 s 263 | 44 s 907 | 45 s 219 | 3 min 00 s 730 |
| 20     | Teruko Yamada                | Japon                | 45 s 482 | 45 s 155 | 44 s 943 | 45 s 228 | 3 min 00 s 808 |
| 21     | Kathleen Ann Roberts-Homstad | États-Unis           | 45 s 413 | 45 s 744 | 44 s 848 | 45 s 346 | 3 min 01 s 351 |
| 22     | Carole Keyes                 | Canada               | 45 s 654 | 45 s 692 | 45 s 200 | 45 s 337 | 3 min 01 s 883 |
| 23     | Mary Jane Bowie              | Canada               | 45 s 804 | 45 s 719 | 45 s 352 | 45 s 466 | 3 min 02 s 341 |
| 24     | Karen Roberts                | États-Unis           | 46 s 366 | 46 s 142 | 45 s 581 | 45 s 994 | 3 min 04 s 083 |
| 25     | Maura Haponski               | États-Unis           | 46 s 547 | 45 s 877 | 45 s 818 | 46 s 329 | 3 min 04 s 571 |
| 26     | Julie Chase                  | Canada               | 46 s 529 | 46 s 570 | 51 s 633 | 48 s 790 | 3 min 13 s 522 |

### Double
| Rang   | Athlètes                                   | Pays                 | Manche 1 | Manche 2 | Total          |
| ------ | ------------------------------------------ | -------------------- | -------- | -------- | -------------- |
| Or     | Hans Rinn Norbert Hahn                     | Allemagne de l'Est   | 42 s 773 | 42 s 831 | 1 min 25 s 604 |
| Argent | Hans Brandner Balthasar Schwarm            | Allemagne de l'Ouest | 42 s 792 | 43 s 097 | 1 min 25 s 889 |
| Bronze | Rudolf Schmid Franz Schachner              | Autriche             | 42 s 997 | 42 s 922 | 1 min 25 s 919 |
| 4      | Stefan Hölzlwimmer Rudi Größwang           | Allemagne de l'Ouest | 43 s 205 | 43 s 033 | 1 min 26 s 238 |
| 5      | Manfred Schmid Reinhold Sulzbacher         | Autriche             | 43 s 035 | 43 s 389 | 1 min 26 s 424 |
| 6      | Jindřich Zeman Vladimír Resl               | Tchécoslovaquie      | 43 s 315 | 43 s 511 | 1 min 26 s 826 |
| 7      | Karl Feichter Ernst Haspinger              | Italie               | 43 s 853 | 43 s 318 | 1 min 27 s 171 |
| 8      | Dainis Bremze Aigars Krikis                | Union soviétique     | 43 s 667 | 43 s 740 | 1 min 27 s 407 |
| 9      | Rolands Upatnieks Valdis Ķuzis             | Union soviétique     | 43 s 732 | 43 s 850 | 1 min 27 s 582 |
| 10     | Andrzej Żyła Jan Kasielski                 | Pologne              | 43 s 748 | 43 s 989 | 1 min 27 s 737 |
| 11     | Paul Hildgartner Walter Plaikner           | Italie               | 43 s 781 | 44 s 058 | 1 min 27 s 839 |
| 12     | Mirosław Więckowski Andrzej Kozik          | Pologne              | 44 s 025 | 43 s 977 | 1 min 28 s 002 |
| 13     | Asle Strand Helge Svensen                  | Norvège              | 44 s 097 | 44 s 357 | 1 min 28 s 454 |
| 14     | Michael Gårdebäck Nils Vinberg             | Suède                | 44 s 958 | 44 s 259 | 1 min 29 s 217 |
| 15     | Martin Ore Eilif Nedberg                   | Norvège              | 44 s 744 | 44 s 534 | 1 min 29 s 278 |
| 16     | Bernd Hahn Ulli Hahn                       | Allemagne de l'Est   | 43 s 291 | 46 s 556 | 1 min 29 s 847 |
| 17     | Larry Arbuthnot Doug Hansen                | Canada               | 44 s 933 | 45 s 102 | 1 min 30 s 035 |
| 18     | Kazuaki Ichikawa Masaaki Oyagi             | Japon                | 45 s 176 | 45 s 407 | 1 min 30 s 583 |
| 19     | Max Beck Wolfgang Schädler                 | Liechtenstein        | 45 s 517 | 45 s 272 | 1 min 30 s 789 |
| 20     | Jeremy Palmer-Tomkinson Michel de Carvalho | Grande-Bretagne      | 46 s 400 | 44 s 977 | 1 min 31 s 377 |
| 21     | Shieh Wei-Cheng Huang Liu-Chong            | Taïwan               | 45 s 745 | 45 s 633 | 1 min 31 s 378 |
| 22     | David McComb Michael Shragge               | Canada               | 45 s 421 | 46 s 169 | 1 min 31 s 590 |
| 23     | Robert Berkley, Jr, Richard Cavanaugh      | États-Unis           | 46 s 455 | 45 s 554 | 1 min 32 s 009 |
| 24     | Jim Moriarty John Fee                      | États-Unis           | 46 s 075 | 45 s 965 | 1 min 32 s 040 |
| -      | Richard Liversedge Russell Tapp            | Grande-Bretagne      | DNF      | -        | -              |